# İnebolu (stad)
İnebolu (Grieks: Inepolis) is een kleine stad in de Turkse provincie Kastamonu, aan de zuidkust van de Zwarte Zee. De stad had in 2000 zo'n 9.486 inwoners. De stad heeft een kleine haven en vele houten Ottomaanse huizen uit de 18e en 19e eeuw. 

## Geschiedenis
De stad werd in de 8e eeuw v.Chr. gesticht onder de naam Ionopolis of Aboniteichos door Griekse kolonisten uit Ionië. Later werd die naam verbasterd tot Inepolis en uiteindelijk onder Ottomaans bestuur tot İnebolu. De bewoners van de stad bleven voor vele eeuwen hoofdzakelijk Grieks. Van de 2e tot de 4e eeuw stond de stad onder Romeins bestuur. Na de val van het West-Romeinse Rijk werd de stad onderdeel van het Byzantijnse Rijk. Het was de zetel van het bisdom Ionopolis. Vanaf de 11e eeuw kreeg de stad te maken met plunderingen van Vikingen, Russen en vanuit het binnenland Turkmenen. 
In de Ottomaanse tijd werd het merendeel van de bevolking islamitisch en Turkssprekend. Met de bevolkingsuitwisseling met Griekenland vertrok de orthodox-Griekse gemeenschap uit de stad. Veel van hun nazaten leven tegenwoordig in Nea Ionia in Griekenland.

## Toerisme
İnebolu is een van de meer toeristische steden aan de westkant van de Turkse noordkust.
Van de millennialange geschiedenis van de stad is niet veel zichtbaar gebleven. Op enkele plekken in de stad kan men de restanten van de drie kastelen treffen die de stad ooit verdedigden. Met name de stranden in de omgeving en de traditionele houten architectuur trekken toeristen naar de stad. Vaak is een bezoek aan de stad verbonden aan een bezoek aan Kastamonu en Safranbolu, twee andere historische steden in de provincie.

## Economie
Aan het eind van de Ottomaanse periode was de stad nog een drukke handelsplaats, maar er is weinig commercie in deze omgeving sinds de handelsroutes zijn verschoven. Tegenwoordig zijn met name landbouw, visserij en bosbouw de belangrijkste sectoren. In de omgeving van de stad worden diverse groenten, fruit en noten verbouwd. Er worden ook veel bijen gehouden.
- Virtual International Authority File: 14145424494186831475